# Heathrow Terminals 2 & 3 (metropolitana di Londra)
Heathrow Terminals 2 & 3 è una stazione della linea Piccadilly della metropolitana di Londra. Fino al gennaio 2016 era denominata Heathrow Terminals 1, 2 & 3, ma il nome è stato cambiato con riferimento alla chiusura e demolizione del Terminal 1 dell'aeroporto.

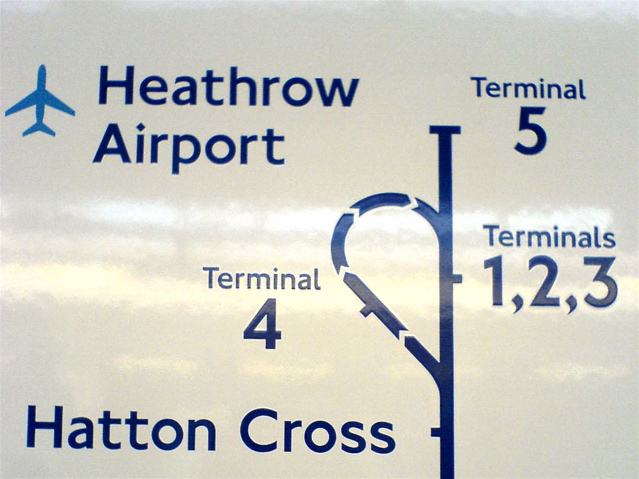
Parte della mappa della linea Piccadilly che mostra le stazioni a Heathrow.

## Storia
La stazione fu aperta con il nome di Heathrow Central il 16 dicembre 1977, a completamento dell'estensione della linea Piccadilly dalla stazione di Hounslow West fino all'aeroporto. La stazione precedente sulla linea, Hatton Cross, era stata aperta come capolinea temporaneo nel 1975. Quando venne aperta, la stazione divenne il capolinea della sezione della linea Piccadilly che divenne noto come il ramo di Heathrow; in precedenza era chiamato il ramo di Hounslow. Fu la prima volta che un aeroporto venne servito direttamente da una linea sotterranea della metropolitana.
Con l'inizio della costruzione del nuovo Terminal 4 dell'aeroporto, per il quale era prevista una stazione separata della metropolitana, Heathrow Central fu inizialmente rinominata Heathrow Central Terminals 1, 2 & 3 dal 3 settembre 1983, e in seguito Heathrow Terminals 1, 2 & 3 il 12 aprile 1986, il giorno dell'apertura della stazione di Heathrow Terminal 4.
La stazione del Terminal 4 è situata su un raccordo, o loop, a binario singolo monodirezionale da Hatton Cross a Heathrow Terminals 2 & 3. All'apertura del Terminal 4, la maggior parte dei servizi diretti da Hatton Cross cessarono e la maggior parte dei treni iniziò a transitare prima dal Terminal 4, tranne alcuni servizi del primo mattino e l'ultimo serale, cosa che generò confusione tra i passeggeri.
Per la costruzione del tunnel verso la nuova stazione di Heathrow Terminal 5 il raccordo e la stazione del Terminal 4 chiusero temporaneamente il 7 gennaio 2005 e Heathrow Terminals 1, 2 & 3 divenne nuovamente il capolinea del tratto. Questa situazione durò fino al 17 settembre 2006, quando i lavori di costruzione furono sufficientemente avanzati da consentire la riapertura del tunnel e della stazione del Terminal 4.
La stazione del Terminal 5 aprì il 27 marzo 2008 e i servizi sulla linea vennero modificati. I treni ora si alternano in successione, uno verso il Terminal 4 lungo il raccordo e, passando dal Terminal 2 & 3, di ritorno verso il centro di Londra, e uno diretto per i Terminal 2 & 3 e il Terminal 5.
Fino al 2012, non era ammesso il trasferimento libero fra le 3 stazioni dell'aeroporto, a differenza di quanto avveniva per l'Heathrow Express. Nel gennaio 2012 fu introdotta la possibilità per i possessori di Oyster card di viaggiare gratuitamente fra i terminal usando la linea Piccadilly. Il trasferimento dal Terminal 2 & 3 al Terminal 4 richiede un cambio di treno a Hatton Cross (in quanto la linea è monodirezionale fra Hatton Cross e il Terminal 4); questo viaggio è gratuito anche se tecnicamente Hatton Cross non fa parte della zona di "free travel".
Nel marzo 2012 sono stati completati lavori di ristrutturazione che hanno compreso il rinnovamento delle sei scale mobili e l'installazione di due ascensori per l'accesso alle persone con disabilità dal livello della biglietteria (situata in fondo alle scale mobili che scendono dal piano stradale) alle banchine. L'accessibilità tra il piano stradale e la biglietteria continua a venire garantita dai due ascensori dell'aeroporto verso la stazione degli autobus.

## Strutture e impianti
La stazione si trova nella Travelcard Zone 6.

## Interscambi

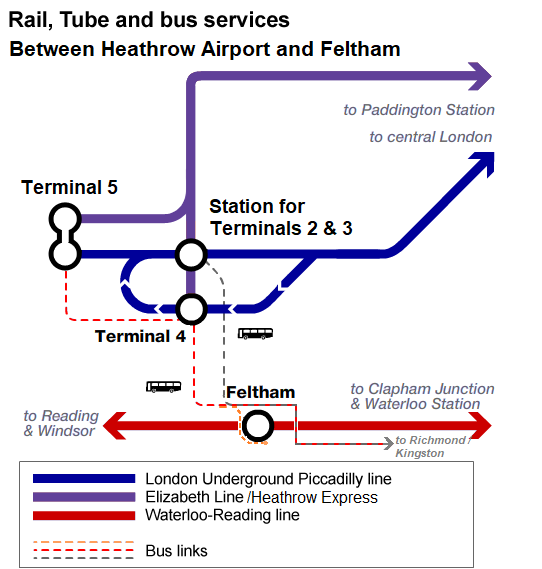
Mappa degli interscambi con le stazioni ferroviarie.

La fermata costituisce un importante interscambio con la stazione ferroviaria omonima.
Al di sopra del corpo principale della stazione, è presente l'autostazione di Heathrow presso la quale effettuano fermata numerose linee di superficie urbane, gestite da London Buses, nonché da diverse linee extraurbane, operate da varie compagnie tra cui Green Line e First Berkshire
- Stazione ferroviaria (Heathrow T2 & 3 - Heathrow Express, TfL Rail)
- Fermata autobus